# Озеряны (Бурштынская городская община)
Озеряны (укр. Озеряни) — село в Бурштынской городской общине Ивано-Франковского района Ивано-Франковской области Украины.
Население по переписи 2001 года составляло 447 человек. Занимает площадь 5,755 км². Почтовый индекс — 77120. Телефонный код — 3431.